# Oxygène (treinstel)
Oxygène, eerder Confort200 en AMLD genoemd, is een treinstel van de SNCF, gebouwd door de Spaans-Baskische fabrikant CAF. Het contract uit 2019 betreft een bestelling voor 28 tot maximaal 75 treinstellen.
De treinstellen zijn bedoeld voor de Franse Intercités-treindiensten Parijs - Clermont-Ferrand; Parijs - Orléans - Limoges - Toulouse (POLT) en Bordeaux - Marseille.

## Uitrusting
De treinstellen beschikken over Wi‐Fi, stopcontacten en USB-poorten, en 10 fietsplaatsen.